# De Kus (Apeldoorn)

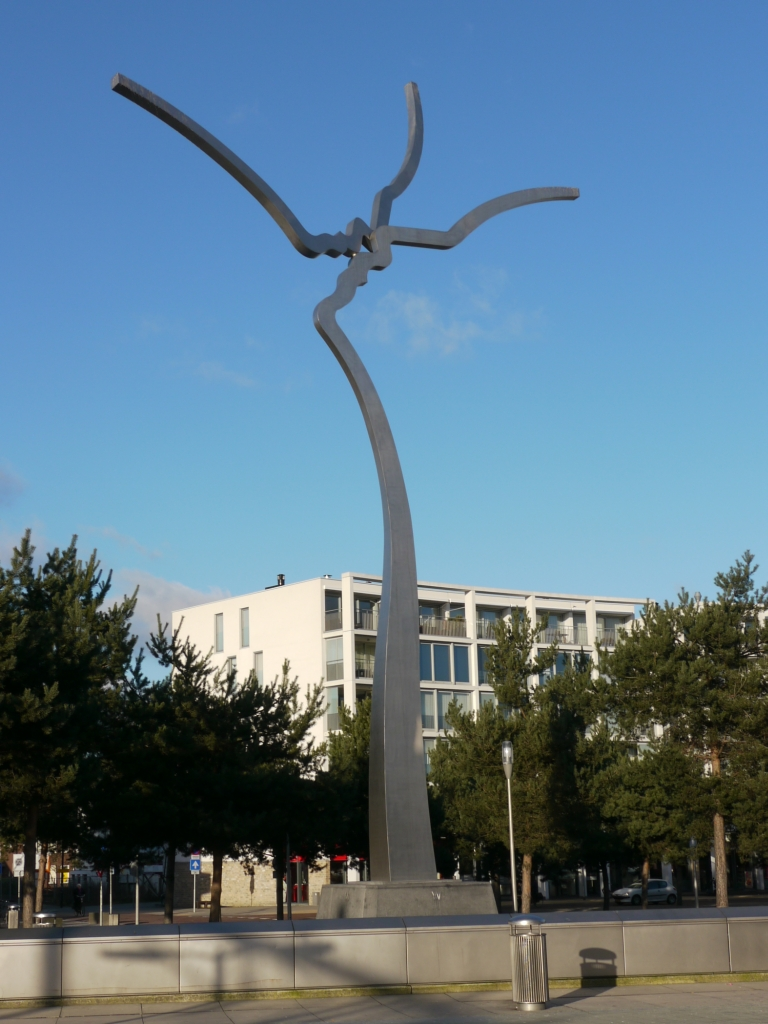
De Kus (2011)

De Kus is een kunstwerk op het Stationsplein in de Nederlandse stad Apeldoorn. Het plastiek is ontworpen door kunstenaar Jeroen Henneman. Het beeld uit 2007 is een huwelijksgeschenk aan kroonprins Willem-Alexander en prinses Máxima. 
Het plastiek is 17 meter hoog. Door de standplaats direct naast station Apeldoorn is het een veel gebruikte ontmoetingsplek. De natuurstenen sokkel fungeert daarbij als zitbank.
Het kunstwerk is een variant op het gelijknamige en gelijkende beeld De Kus in Amsterdam dat in 1979-81 door Henneman werd gemaakt.

## De Naald
Een ander koninklijk huwelijksgeschenk in Apeldoorn is het monument De Naald dat in 1901 werd geplaatst als geschenk voor het huwelijk van koningin Wilhelmina en prins Hendrik.